# 野首南帆子
野首 南帆子（のくび なおこ、1月21日 - ）は、日本の女性声優。岐阜県出身。アプトプロ所属。

## 経歴
アプトプロ付属養成所3期生。

## 人物
趣味・特技はビーチコーミング、アクアリウム、イラスト、果実酒作り。方言は岐阜弁（飛騨弁）、富山弁。

## 出演

### テレビアニメ
2020年
- 八男って、それはないでしょう!（マルレーネ）

2021年
- オルタンシア・サーガ（コニーの母、女性、村人、招待客、ディアーブル・ドロワット）
- 乙女ゲームの破滅フラグしかない悪役令嬢に転生してしまった…X（キース母）

2022年
- 異世界美少女受肉おじさんと（女性）

2023年
- アルスの巨獣（女官、ヒトかぶり）
- 吸血鬼すぐ死ぬ2（青い果実に本物の愛を教える会 会員B、女性C）
- ひろがるスカイ!プリキュア（女子、セパタクロー部員）
- スパイ教室
- ゴブリンスレイヤーII（修道女）

2024年
- 望まぬ不死の冒険者（村長の妻）
- ささやくように恋を唄う（参列者A）
- 先輩はおとこのこ（モブ母、園児の母）
- 新米オッサン冒険者、最強パーティに死ぬほど鍛えられて無敵になる。（スキル獲得音声）

2025年
- Sランクモンスターの《ベヒーモス》だけど、猫と間違われてエルフ娘の騎士として暮らしてます（露天商）
- 不遇職【鑑定士】が実は最強だった（領民）
- 青のミブロ（参列者）
- ゴリラの神から加護された令嬢は王立騎士団で可愛がられる（お姉さん、カメムシの加護者）
- 小市民シリーズ（店員、音声ガイド）
- ずたぼろ令嬢は姉の元婚約者に溺愛される（ローラ）
- 自動販売機に生まれ変わった俺は迷宮を彷徨う 2nd season（迷路の会長）

### 劇場アニメ
- 宇宙戦艦ヤマト2202 愛の戦士たち（2017年 - 2018年、オペレーター、オペレーターB、避難民、エリザ・デスラー、キャスター）

### Webアニメ
- HERO MASK（2018年、エキストラ）
- テルマエ・ロマエ ノヴァエ（2022年、おばあちゃん）

### ゲーム
2011年
- TERA

2014年
- 天空のクラフトフリート（ケヤキ）
- ニセコイ ヨメイリ!?

2015年
- 蒼空のリベラシオン（悲壮のハンナ、妬心のミレイユ）
- メイプルストーリー2（ブリーチェ）
- ロード オブ ヴァーミリオン アリーナ（カルラ）

2017年
- 結城友奈は勇者である 花結いのきらめき
- モバイルレジェンド (カリナ)

2019年
- オーバーウォッチ（ソジョーン）
- Borderlands 3（プリサ）
- モンスターストライク（2019年 - 2025年、テンペスト）

2020年
- オクトパストラベラー 大陸の覇者
- ライフ イズ ストレンジ2（リスベス・フィッシャー）
- 龍が如く7 光と闇の行方（ノボルの母 他）

2022年
- オーバーウォッチ2（ソジョーン）

2023年
- TEVI（バーボン婆ちゃん、ティーティス、ボンズ船長）

2024年
- 龍が如く8
- ゴブリンスレイヤー -ANOTHER ADVENTURER- NIGHTMARE FEAST
- ドラゴンクエストIII そして伝説へ…（HD-2D版）（エルフの女王）

2025年
- 龍が如く8外伝 Pirates in Hawaii

### ドラマCD
- 王家の紋章
- おとどけカレシcherish
- 夏の夜の夢

### BLCD
- 10DANCE（理沙）
- 憂鬱な朝（知津）

### 吹き替え

#### 映画
- アポカリプスZ ～終末の始まり～（フリア〈イリア・デル・リオ〉）
- イップ・マン 継承（チョン・フォン）
- 美しい絵の崩壊（ロズ）
- エリザベス∞エクスペリメント（クレア）
- エンド・オブ・ア・ガン（デルフィーヌ）
- エンド・オブ・カルフォルニア
- 神は銃弾（モーリーン・ベーコン〈ジャニュアリー・ジョーンズ〉[6]）
- きっと、うまくいく（スハースのおば）
- キャビン・フィーバー ペイシェント・ゼロ（オペレーター 他）
- 31（チャーリー）
- ザ・クリエイター/創造者（ドー隊長[7]）
- ザ・サークル（サントス〈ジュディ・レイエス〉）
- ジグソウ:ソウ・レガシー（カーリー〈ブリタニー・アレン〉）
- JUKAI-樹海-（ホシコ）
- スペシャル・フォース 旧ソビエトから脱出せよ（カリーナ）
- 聖杯たちの騎士（ナンシー〈ケイト・ブランシェット〉）
- タイム・ハンターズ 19世紀の海賊と謎の古文書（キャティヤ）
- 007 慰めの報酬（グランドホステス）
- だめんず・コップ2
- 盗聴者（サラ）
- ナイトスイム（エンジェル〈エリー・アライザ〉[8]）
- 肉（マージ）
- パーフェクト・ワールド 世界の謎を解け（レナータ・イヴァノヴナ）
- バイオレンス・マックス（ダフネ）
- ハイ・ライズ（ヘレン・ワイルダー〈エリザベス・モス〉）
- 白鯨との闘い（ペギー）
- バンクラッシュ（クリスティーナ）
- ファイブ・ナイツ・アット・フレディーズ（マイクの母[9]）
- ふたつの名前を持つ少年（アルドナ）
- ブラッド・ヒート 肉弾戦争（ジャンソン 他）
- フレッシュ・アンド・ボーン（キーラ）
- ヘッドショット（看護師）
- 魔界探偵ゴーゴリIII 蘇りし者たちと最後の戦い（マリア）
- マッシュルーム（サラ 他）
- レイク・モンスター 超巨大UMA出現!（ケイティ）
- レッド・ワン（オリビア〈メアリー・エリザベス・エリス〉[10]）
- ロード・オブ・モンスターズ

#### ドラマ
- アメリカン・ホラー・ストーリー シーズン7（若いビービー）
- アメリカン・ホラー・ストーリー：ホテル（ギビー 他）
- Unsolved:未解決ファイルを開いて（アフェニ・シャクール 他）
- THE INNOCENTS/イノセンツ（ケム）
- ヴァン・ヘルシング シーズン2（スカーレット）
- Lの世界 ジェネレーションQ（ナット）
- 王になった男（大妃〈チャン・ヨンナム〉）
- クープ & キャミ どっちがイイ?（ジェナ・ラザー）
- グッドガールズ: 崖っぷちの女たち（ナンシー 他）
- グッド・プレイス（グロリア、ヴァル 他）
- クレイジー・エックス・ガールフレンド（エイプリル）
- ジェーン・ザ・ヴァージン シーズン4（キャサリン・コルテス）
- 新米刑事モース（トルーラブ巡査）
- スーパーナチュラル シーズン14（ケイトリン）
- スリーピー・ホロウ シーズン3（ソフィー・フォスター）
- 世界で一番可愛い私の娘（カン・ミリ〈キム・ソヨン〉）
- ペントハウス シーズン1～3（チョン・ソジン〈キム・ソヨン〉）
- Zネーション（アヤラ、デイナ、サン・メイ 他）
- ツイン・ピークス The Return（キャンディ 他）
- ノー・グッド・ディード～麗しの家～（マーゴ〈リンダ・カーデリーニ〉)
- POWER/パワー（ジュークボックス）
- ハンムラビ法廷〜初恋はツンデレ判事!?〜（チャオルムの母）
- BLOODLINE ブラッドライン（エヴァンジェリン）
- フリーキッシュ 絶望都市（ヴァイオレット）
- プルーブン・イノセント 冤罪弁護士（スーザン・オルダーズ）
- フロンティア（ソカノン、クレナ）
- ベイツ・モーテル シーズン3（配達の女）
- ペニー・ドレッドフル 〜ナイトメア 血塗られた秘密〜（美魔女、使い魔の少年）
- ベルサイユ（オディル）
- ボーイフレンド（ヨンジャ）
- マッド・ドッグス（レビン、ミランダ）
- リゾーリ&アイルズ ヒロインたちの捜査線（カリナ、レイチェル）
- リトル・ドラマー・ガール 愛を演じるスパイ（ソフィー）
- レモニー・スニケットの世にも不幸せな物語 シーズン3（キット・スニケット）
- ロング・ブライト・リバー（アウラ〈ブリトニー・オールドフォード〉）

#### アニメ
- カンフー・パンダ〜運命の拳〜（ホイファン）
- スタードッグ&ターボキャット（キャシディ）

### ナレーション
- 荒ぶる季節の乙女どもよ。

### デジタルコミック
- コミックエッセイ劇場
  - 顔で選んだダンナはモワハラの塊でした（マロの母）
  - 自分の顔が嫌すぎて、整形に行った話（あいるの母）
  - 消えたママ友（ヨリちゃん、こー君、あーちゃん）
- カドカワストア.TV
  - パパ×パパ～αとΩで夫夫やってます～2（2023年、船越響子）[11]
- ビーボーイチャンネル
  - 勇者の俺様が魔導士なんかに!（2023年、レオ母[12]）

### 初出話一覧
1. 1 2 3  第10話初出
2. 1 2  第2話初出
3. 1 2  第4話初出
4. 1 2 3 4  第7話初出
5. 1 2 3  第9話初出
6. 1 2 3  第12話初出
7. 1 2  第1話初出
8. ↑  第6話初出
9. 1 2 3  第8話初出
10. ↑  第11話初出
11. ↑  第35話初出
12. ↑  第19話初出
13. ↑  第5話初出
14. ↑  第23話初出
15. ↑  第20話初出
16. ↑  第22話初出